# Казигурт
Казигу́рт (каз. Қазығұрт) — село, центр Казигуртського району Туркестанської області Казахстану. Адміністративний центр та єдиний населений пункт Казигуртського сільського округу.
До 1993 року село називалось Ленінське.
Населення — 26293 особи (2021; 14867 у 2009, 13264 у 1999, 12061 у 1989).